# Pedro Arce
Pedro Arce Latapí (ur. 25 listopada 1991 w Saltillo) – meksykański piłkarz występujący na pozycji środkowego lub ofensywnego pomocnika, działacz piłkarski.
W wieku 19 lat wyjechał z rodzinnego Meksyku do Barcelony, gdzie otrzymał stypendium w akademii piłkarskiej Fundación Marcet. Profesjonalną karierę rozpoczynał w pierwszoligowej Flocie Świnoujście, lecz z powodów proceduralnych nie rozegrał tam żadnego meczu. Następnie grał w szwajcarskim trzecioligowcu FC Baulmes. Większość kariery spędził jednak w Grecji, gdzie reprezentował barwy drugoligowych AS Giannitsa i AO Kavala, a także pierwszoligowych Veria FC i Panionios GSS.
W latach 2017–2018 był zawodnikiem meksykańskiego potentata Club América, lecz pełnił tam wyłącznie rolę rezerwowego. W barwach Amériki zanotował występ w Lidze Mistrzów CONCACAF.

## Początki
Arce pochodzi z miasta Saltillo, stolicy stanu Coahuila. Jest synem sprzedawcy mebli Pedra Arce Rincóna i Celiny Latapí. Ma siostrę.
Od dziesiątego do trzynastego roku życia Arce trenował w szkółce lokalnego, drugoligowego klubu Tigrillos Saltillo, filii Tigres UANL. Otrzymał zaproszenie do głównej akademii Tigres w oddalonym o 200 kilometrów Monterrey, lecz odmówił, gdyż nie chciał opuszczać rodzinnego domu w tak młodym wieku. Niedługo potem Tigrillos Saltillo, jedyny profesjonalny klub piłkarski w mieście, został rozwiązany. Wobec tego Arce występował wyłącznie w drużynie szkolnej.
W wieku osiemnastu lat Arce podszedł do testów kwalifikujących do akademii juniorskiej klubu Puebla FC. Przeszedł je pomyślnie i rozpoczął treningi z drużyną do lat dwudziestu. Równocześnie jego ojciec skontaktował się z akademią Tecnofútbol de Fundación Marcet z siedzibą w Barcelonie, która zaprosiła go na letni turniej. Po wzięciu w nim udziału powrócił do Puebli, która zaprosiła go do swojej akademii i zaproponowała kontrakt. Arce odrzucił jednak propozycję, chcąc kontynuować karierę w Europie. W 2010 roku przeprowadził się do Barcelony i dołączył do akademii Fundación Marcet, od której otrzymał stypendium.

## Kariera klubowa

### Flota Świnoujście (2011)
Zimą Arce przyjechał z Fundación Marcet do Polski na obóz i serię meczów towarzyskich. W styczniu 2011 był testowany przez pierwszoligową Flotę Świnoujście. W lutym ogłoszono, że został nowym zawodnikiem Floty. Stał się tym samym pierwszym Meksykaninem grającym w jakimkolwiek profesjonalnym polskim klubie. Sztab Floty podkreślał, że Arce ma duże możliwości, lecz potrzebuje adaptacji do seniorskiej piłki. Trener Petr Němec określał go jako „melodię przyszłości”. Pojechał z Flotą na kilkudniowe zgrupowanie do niemieckiego Höckendorf. Po powrocie wraz z resztą drużyny wziął udział w oficjalnej prezentacji składu na rundę wiosenną, wybierając numer „13” na koszulce.
Ostatecznie Arce nie zagrał jednak we Flocie żadnego oficjalnego meczu. Klub nie był w stanie uzyskać dokumentów niezbędnych do zgłoszenia go do rozgrywek, wobec czego w marcu zrezygnował z jego usług.
Arce po odejściu z Floty powrócił do akademii Fundación Marcet. Kilka miesięcy później wystąpił w meczu towarzyskim z katarskim Qatar SC, prowadzonym przez Sebastião Lazaroniego. Klub ten zaproponował mu dołączenie do obozu przygotowawczego, a następnie pięcioletni kontrakt na bardzo korzystnych warunkach finansowych. Arce odmówił ze względu na chęć gry w Europie.

### FC Baulmes (2011–2012)
W lipcu 2011 Arce dołączył do szwajcarskiego trzecioligowca FC Baulmes. W 1. Liga Classic zadebiutował w 1. kolejce, 6 sierpnia 2011 na Stadion Neufeld w przegranym 0:5 wyjazdowym spotkaniu z Young Boys U-21 (rozegrał pełne 90 minut). Drużyna Baulmes zanotowała fatalny sezon 2011/2012 – w 30 meczach poniosła aż 22 porażki, będąc outsiderem rozgrywek. Zajęła ostatnie, 16. miejsce w tabeli (aż 15 punktów straty do bezpiecznego miejsca) i spadła do czwartej ligi. Bezpośrednio po tym Arce odszedł z klubu i ponownie wrócił do Fundación Marcet.
Na przełomie marca i kwietnia 2012 Arce przebywał na testach we francuskim AC Ajaccio. Szansę zaprezentowania się w tym klubie otrzymał za pośrednictwem agenta piłkarskiego Jorge Berlangi, który reprezentował również Meksykanina Guillermo Ochoę, grającego wówczas w Ajaccio.

### AS Giannitsa (2013)
W styczniu 2013 Arce podpisał trzyletni kontrakt z beniaminkiem ligi greckiej, Veria FC. Wcześniej przez dwa tygodnie przebywał w Verii na testach, które zorganizował mu agent. Od razu został jednak wypożyczony na pięć miesięcy do drugoligowego AS Giannitsa, by nabrać doświadczenia meczowego, a także ze względu na pełny limit pięciu obcokrajowców w Verii.
W Giannitsy zadebiutował 17 lutego 2013 w wygranym 2:1 wyjazdowym meczu 22. kolejki z Vyzas. Grał wówczas do 83. minuty, strzelił gola z rzutu karnego i zanotował asystę. Na przestrzeni sezonu był jednym z najlepszych piłkarzy drużyny prowadzonej przez Savvasa Kofidisa, która na koniec rozgrywek 2012/2013 zajęła 18. miejsce w tabeli (na 21 zespołów). Jedno ze spotkań Giannitsy, w 39. kolejce z Pierikosem (3:1), w którym Arce zdobył bramkę, było przedmiotem śledztwa UEFA i EPO w sprawie podejrzenia ustawienia meczu.
W lipcu 2013 Arce rozwiązał kontrakt z Verią wobec zaległości płacowych klubu.

### AO Kavala (2013–2014)
W sierpniu 2013 Arce jako wolny zawodnik przeniósł się do greckiego drugoligowca AO Kavala. Zadebiutował tam 15 września w przegranym 2:3 wyjazdowym meczu z Anagennisi Karditsa w 1. rundzie pucharu Grecji (rozegrał pełny mecz), a pierwszego gola strzelił 1 grudnia w przegranym 2:4 wyjazdowym meczu 10. kolejki ligowej z Tyrnavos. W Kavali pełnił rolę podstawowego zawodnika, zajął z nią przedostatnie, 13. miejsce w grupie północnej i spadł do trzeciej ligi.

### Veria FC (2014–2017)
W sierpniu 2014 Arce powrócił do Veria FC, zarządzanego już przez nową administrację. Podpisał z nim roczny kontrakt i wybrał numer „15” na koszulce.
W pierwszej drużynie zadebiutował w listopadzie w sparingu z Aiginiakosem (1:0). Swój pierwszy występ w Superleague Ellada zanotował natomiast w 15. kolejce, 17 grudnia 2014 w wygranym 2:0 domowym meczu z Niki Volos. Zmienił wówczas w 86. minucie Hiszpana Davida Vázqueza. W swoim debiutanckim sezonie w pierwszej lidze był wyłącznie rezerwowym (rozegrał tylko 68 na 3060 możliwych minut – ok. 2%), zaś Veria na koniec rozgrywek 2014/2015 zajęła 13. miejsce w tabeli (na 18 drużyn).
W maju 2015 kierownictwo Verii przedłużyło o rok umowę z Arce, wierząc w rozwój jego talentu. Na początku sezonu 2015/2016 nie znajdował się w kadrze meczowej, lecz w listopadzie został podstawowym graczem zespołu. Portal Sport24 uznał go za jednego z 64 najlepszych piłkarzy ligi greckiej w rundzie jesiennej i czterech najlepszych w Verii. W styczniu 2016 Juan Carlos Osorio, selekcjoner reprezentacji Meksyku, przyznał na konferencji prasowej, iż monitoruje postępy Arce w lidze greckiej. Nigdy nie otrzymał jednak powołania. Na koniec sezonu uplasował się z Verią na 14. miejscu w lidze (na 16 drużyn). Rozegrał 1852 z 2700 możliwych minut (ok. 69%). Według doniesień mediów zainteresowanie jego zatrudnieniem przejawiało kilka zespołów – meksykański Pumas UNAM, grecki AEK Ateny i hiszpański drugoligowiec AD Alcorcón. Piłkarz przyznawał, że preferowałby pozostanie w Europie.
Latem 2016 Arce zdecydował się nie przedłużać kontraktu z Verią. Przez kolejne tygodnie próbował znaleźć zatrudnienie w Hiszpanii (z tego kraju pochodzi jego żona), lecz bezskutecznie. Wobec tego podpisał nową, roczną umowę z Verią, z wyższą pensją niż do tej pory i klauzulą odstępnego w wysokości 300 tysięcy euro. Otrzymał nowy numer „10” na koszulce. W nowych rozgrywkach został przesunięty z pozycji środkowego pomocnika na pozycję ofensywnego pomocnika, niezmiennie pozostając kluczowym graczem Verii. Rozegrał 1529 na 2700 możliwych minut (ok. 57%, z powodu kontuzji opuścił końcówkę sezonu) i sześciokrotnie został wybrany piłkarzem meczu. Veria notowała słabe wyniki – zaliczyła serię 14 spotkań bez wygranej, a na koniec sezonu 2016/2017 z ostatniego, 16. miejsca spadła do drugiej ligi. Według prasy, a także ojca zawodnika, zainteresowane pozyskaniem Arce było kilka klubów z Meksyku (Chivas Guadalajara, Pumas UNAM, Puebla FC, Querétaro FC, Club Necaxa, CF Monterrey), trzy z Grecji (w tym AEK Ateny), a także drugoligowy hiszpański Real Oviedo. W maju 2017 Arce ogłosił odejście z Verii.

### América (2017–2018)
W czerwcu 2017 Arce na zasadzie wolnego transferu zasilił meksykański Club América, podpisując ze stołecznym potentatem trzyletni kontrakt. Transfer został odebrany przez meksykańskie media jako niespodziewany. Piłkarz przyznawał, że jego priorytetem było kontynuowanie kariery w Europie, lecz zmienił zdanie po ofercie z Amériki. W nowym klubie wybrał numer „15” na koszulce. Choć nie spełniał formalnych wymogów, w drodze wyjątku został zarejestrowany przez Américę jako zawodnik wychowany w Meksyku w świetle przepisów ligi.
W lipcu Arce wystąpił w drugiej połowie towarzyskiego meczu z Manchesterem United (1:1) w amerykańskim Glendale. W Américe oficjalnie zadebiutował 2 sierpnia 2017 na Estadio Azteca w domowym spotkaniu 2. kolejki krajowego pucharu z Atlasem (0:1). Został wówczas zmieniony w 58. minucie przez Paragwajczyka Cecilio Domíngueza. W Liga MX pierwszy mecz rozegrał natomiast 14 października, w 13. kolejce w wygranych 3:1 derbach z Cruz Azul, gdy w doliczonym czasie zmienił Kolumbijczyka Darwina Quintero.
Arce podczas swojego pobytu w Américe pełnił wyłącznie rolę głębokiego rezerwowego. W lidze meksykańskiej rozegrał 29 minut z 5850 możliwych (ok. 0,5%). Przegrywał rywalizację o miejsce w składzie z graczami takimi jak Guido Rodríguez, Mateus Uribe, Edson Álvarez i William da Silva. Nieco częściej występował w mniej prestiżowych rozgrywkach pucharu Meksyku (231 z 1080 minut – ok. 21%), w których zanotował jedną asystę. W listopadzie 2017 dostał szansę rozegrania 85 minut w półfinale pucharu z Monterrey (0:0, 0:3 k.), jednak zaprezentował się słabo i został skrytykowany przez kibiców. Jako zawodnik Amériki zanotował swój jedyny w karierze występ w rozgrywkach międzynarodowych, 28 lutego 2018 w domowym rewanżu 1/8 finału Ligi Mistrzów CONCACAF z kostarykańską Saprissą (1:1). Zmienił wówczas w 84. minucie Henry′ego Martína, zostając trzecim w historii Ligi Mistrzów piłkarzem pochodzącym z Saltillo (po Edsonie Morúi i Misaelu Domínguezie). Był to zarazem jego ostatni oficjalny występ w barwach Amériki.
Latem 2018 zarząd Amériki dał Arce wolną rękę w szukaniu nowego klubu. Zawodnik przestał być brany pod uwagę przez Miguela Herrerę przy ustalaniu składu i jesienią występował jedynie w lidze meksykańskiej do lat dwudziestu. Pięć razy znalazł się na ławce pierwszego zespołu, wobec plagi kontuzji w drużynie Amériki. W jesiennym sezonie Apertura 2018 América zdobyła mistrzostwo Meksyku, jednak Arce nie rozegrał ani jednej minuty. W grudniu 2018 trener Herrera ogłosił odejście Arce z klubu.

### Panionios (2019–2020)
W lutym 2019 Arce jako wolny zawodnik wrócił do Grecji, gdzie po udanych testach medycznych podpisał półtoraroczny kontrakt z Panionios GSS. Według prasy miał również oferty z meksykańskiego Club Necaxa oraz trzech innych drużyn z Grecji. W Panioniosie miał zastąpić poważnie kontuzjowanego Malijczyka Abdoulaye Keitę, wobec fiaska negocjacji z Tanasisem Andrutsosem.
W Panioniosie zadebiutował 17 lutego 2019 w zremisowanym 1:1 wyjazdowym meczu 21. kolejki ligowej z Arisem. Zmienił wówczas w 14. minucie Serba Novicę Maksimovicia. Na koniec sezonu 2018/2019 zajął z Panioniosem 6. miejsce w tabeli (na 16 drużyn).
We wrześniu 2019 Arce doznał kontuzji, przez którą musiał pauzować przez trzy kolejki. W meczu 9. kolejki z Arisem (1:1), rozegranym 2 listopada 2019 na stadionie Nea Smirni, zdobył premierowego gola w pierwszej lidze greckiej, który został określony przez media jako strzelony „w stylu Andrésa Iniesty”. W grudniowym meczu 14. kolejki z Volos NFC (1:2) zerwał więzadło krzyżowe przednie. Był przez to zmuszony do około siedmiomiesięcznej przerwy w grze. Odbył rehabilitację w Barcelonie. Po czasie komentował swoją kontuzję następująco:

Kontuzja okazała się dla mnie bardzo trudna, szczególnie pod względem psychologicznym, gdyż wydarzyła się w najlepszym momencie mojej kariery. Zacząłem strzelać gole, choć nie jestem zawodnikiem bramkostrzelnym, byłem zadowolony ze swojej formy, a kontuzja była najgorszym, co mogło się wówczas przytrafić. To był mój najgorszy koszmar.

Do gry wrócił w czerwcu 2020, na ostatnie pięć ligowych kolejek. W sezonie 2019/2020 zajął z Panioniosem ostatnie, 14. miejsce w tabeli (klub został ukarany sześcioma ujemnymi punktami) i spadł do drugiej ligi. Bezpośrednio po tym Arce odszedł z Panioniosu. Pomimo stracenia dużej części rozgrywek przez kontuzję był uznawany za jednego z najlepszych graczy zespołu i proponowano go klubom cypryjskim.

## Kariera dyrektorska
W lipcu 2021 Arce został dyrektorem generalnym trzecioligowego klubu Saltillo FC.

## Statystyki kariery

### Klubowe
| Flota Świnoujście | 2010–2011  | Polska     | I liga               | 0   | 0 | –  | –   | –   | – | –   | 0   | 0 |
| FC Baulmes        | 2011–2012  | Szwajcaria | 1. Liga Classic      | 12  | 0 | –  | –   | –   | – | –   | 12  | 0 |
| Giannitsa         | 2012–2013  | Grecja     | Superleague Ellada 2 | 17  | 5 | –  | –   | –   | – | –   | 17  | 5 |
| Kavala            | 2013–2014  | Grecja     | Superleague Ellada 2 | 22  | 1 | 1  | 0   | –   | – | –   | 23  | 1 |
| Veria             | 2014–2015  | Grecja     | Superleague Ellada   | 4   | 0 | 2  | 0   | –   | – | –   | 6   | 0 |
| Veria             | 2015–2016  | Grecja     | Superleague Ellada   | 22  | 0 | 3  | 0   | –   | – | –   | 25  | 0 |
| Veria             | 2016–2017  | Grecja     | Superleague Ellada   | 21  | 0 | 2  | 0   | –   | – | –   | 23  | 0 |
| América           | 2017–2018  | Meksyk     | Liga MX              | 5   | 0 | 3  | 0   | LMC | 1 | 0   | 9   | 0 |
| América           | 2018–2019  | Meksyk     | Liga MX              | 0   | 0 | –  | –   | –   | – | –   | 10  | 0 |
| Panionios         | 2018–2019  | Grecja     | Superleague Ellada   | 9   | 0 | 1  | 0   | –   | – | –   | 10  | 0 |
| Panionios         | 2019–2020  | Grecja     | Superleague Ellada   | 15  | 2 | –  | –   | –   | – | –   | 15  | 2 |
| Ogółem            |            |            |                      |     |   |    |     |     |   |     |     |   |
| Polska            | Polska     | Polska     | 0                    | 0   | – | –  | –   | –   | – | 0   | 0   |   |
| Szwajcaria        | Szwajcaria | Szwajcaria | 12                   | 0   | – | –  | –   | –   | – | 12  | 0   |   |
| Grecja            | Grecja     | Grecja     | 110                  | 8   | 9 | 0  | –   | –   | – | 119 | 8   |   |
| Meksyk            | Meksyk     | Meksyk     | 5                    | 0   | 3 | 0  | LMC | 1   | 0 | 9   | 0   |   |
| Ogółem            | Ogółem     | Ogółem     | Ogółem               | 127 | 8 | 12 | 0   | LMC | 1 | 0   | 140 | 8 |

- LMC – Liga Mistrzów CONCACAF

Źródło: 

## Styl gry
Arce był opisywany jako zdolny, szybki i kreatywny zawodnik środka pola. Występował na pozycji „ósemki”, mogąc grać jako środkowy oraz ofensywny pomocnik. Opisywał siebie jako piłkarza zdolnego do zmiany rytmu gry, szybko oceniającego wydarzenia boiskowe, mającego wizję gry oraz dysponującego dobrą kontrolą piłki. Do swoich zalet zaliczał prowadzenie piłki oraz zaangażowanie zarówno w ofensywie, jak i defensywie. Według eksperta piłkarskiego Álexa Aguinagi jego atutem było operowanie piłką, zaś mankamentem niska bramkostrzelność i rzadkie oddawanie strzałów. Podczas swoich występów w Grecji był wykonawcą rzutów rożnych. Cechowało go profesjonalne podejście do zawodu.
Greckie media wskazywały na podobieństwo stylu gry Arce do Hiszpana Andrésa Iniesty. Określano go mianem „meksykańskiego Iniesty”.

## Życie prywatne
W czerwcu 2015 Arce wziął ślub z Hiszpanką Carlą Sanz. Mają dwie córki.
Agentem Arce był Jorge Berlanga, reprezentujący również interesy m.in. Guillermo Ochoi.
W maju 2021 Arce zainaugurował w swoim rodzinnym Saltillo (dzielnica La Aurora) korty do padla, których jest właścicielem.